# آنجلو برینوله
آنجلو برینوله (ایتالیایی: Angelo Brignole; ۱۰ مارس ۱۹۲۴ – ۱۹ فوریهٔ ۲۰۰۶) دوچرخه‌سوار اهل ایتالیا بود.